# Юлиус Коростелев
Юлиус Коростелев (на чешки: Július Korostelev) е чехословашки футболист, полузащитник.

## Кариера
Въпреки че Коростелев започва кариерата си в СК Братислава, той изиграва по-голямата част от нея в Италия, с отборите на Ювентус, Аталанта, Реджина и Парма.
За кратко през 1961 г. Коростелев се завръща в Ювентус като треньор, но само за първите два мача от сезона, преди да се върне Карло Парола.